# 林彬 (演员)
林彬（1925年4月19日—2014年4月28日），原名林孝文，女，北京人，中国电影、话剧演员，译制片配音演员，上海电影制片厂演员，中国电影金鸡奖最佳女配角得主。